# Зігфрід Граберт
Зігфрід Граберт (нім. Siegfried Grabert; 11 січня 1916, Шорндорф — 15 липня 1942) — німецький офіцер і диверсант, майор резерву вермахту (1943, посмертно). Кавалер Лицарського хреста Залізного хреста з дубовим листям.

## Біографія
В 1934 році вступив добровольцем в 5-й автомобільний батальйон. Чудовий спортсмен. Одночасно вивчав медицину і по лінії Націонал-соціалістичного студентського союзу їздив за кордон, де по лінії абверу брав участь в розвідувальних операціях. З початком Другої світової війни направлений до Катовиць. На початку 1940 року став одним з перших офіцерів 800-ї навчально-будівельної роти особливого призначення. Учасник диверсійних операції на нідерландському узбережжі, в Франції, на Балканах, в Північній Греції, на Криті і Східному фронті, включаючи напади на ворожий тил. Загинув під час штурмової операції із захоплення моста.

## Нагороди
- Медаль «За вислугу років у Вермахті» 4-го класу (4 роки)
- Залізний хрест
  - 2-го класу (14 травня 1940)
  - 1-го класу (2 червня 1940)
- Штурмовий піхотний знак в сріблі
- Лицарський хрест Залізного хреста з дубовим листям
  - лицарський хрест (10 червня 1941) — як оберлейтенант резерву і командир зондеркоманди 800-ї навчально-будівельної роти особливого призначення.
  - дубове листя (№320; 6 листопада 1943, посмертно) — як гауптман резерву і командир 8-ї роти 800 -го навчально-будівельного полку особливого призначення.
- Нагрудний знак ближнього бою в бронзі
- Нагрудний знак «За поранення» в чорному